# Danh sách cầu thủ tham dự giải vô địch bóng đá U-20 Nam Mỹ 1999
Giải vô địch bóng đá U-20 Nam Mỹ 1999 (Sudamericana sub-20) là một giải thi đấu bóng đá quốc tế có sự tham gia của 10 đội bóng ở CONMEBOL. Mỗi đội đại diện đội tuyển U-20 quốc gia của mình. Giải đấu diễn ra ở Argentina từ 5 tháng 1 đến 25 tháng 1 năm 1999, là lần thứ 23 giải đấu diễn ra.

## Bảng A

### Argentina
| Số | Vt | Cầu thủ            | Ngày sinh (tuổi) | Số trận | Câu lạc bộ              |
| -- | -- | ------------------ | ---------------- | ------- | ----------------------- |
| 1  | TM | Franco Costanzo    |                  |         | River Plate             |
| 2  | HV | Cristian Grabinski |                  |         | Newells Old Boys        |
| 3  | HV | Germán Rivarola    |                  |         | Rosario Central         |
| 4  | HV | Juan Fernández     |                  |         | Estudiantes de la Plata |
| 5  | TV | Esteban Cambiasso  |                  |         | Independiente           |
| 6  | HV | Gabriel Milito     |                  |         | Independiente           |
| 7  | TĐ | Luciano Galletti   |                  |         | Estudiantes de la Plata |
| 8  | TV | Aldo Duscher       |                  |         | Sporting Lisboa(POR)    |
| 9  | TV | Sixto Peralta      |                  |         | Huracan                 |
| 10 | TV | César La Paglia    |                  |         | Boca Juniors            |
| 11 | TV | Pablo Aimar        |                  |         | River Plate             |
| 12 | TM | Sebastián Saja     |                  |         | San Lorenzo             |
| 13 | HV | Carlos Roldán      |                  |         | Lanus                   |
| 14 | HV | Fernando Crosa     |                  |         | Newells Old Boys        |
| 15 | TV | Javier Villarreal  |                  |         | Talleres de Cordoba     |
| 16 | TĐ | Ernesto Farías     |                  |         | Estudiantes de la Plata |
| 17 | TĐ | Adrián Guillermo   |                  |         | Boca Juniors            |
| 18 | TV | Lucas Castromán    |                  |         | Velez Sarsfield         |
| 19 | TV | Daniel Montenegro  |                  |         | Huracan                 |
| 20 | HV | Ariel Franco       |                  |         | River Plate             |

### Chile
| Số | Vt | Cầu thủ            | Ngày sinh (tuổi) | Số trận | Câu lạc bộ |
| -- | -- | ------------------ | ---------------- | ------- | ---------- |
|    | TM | Jhonny Herrera     |                  |         |            |
|    | TM | Felipe Núñez       |                  |         |            |
|    | HV | Cristián Álvarez   |                  |         |            |
|    | HV | Alejandro Escalona |                  |         |            |
|    | HV | Claudio Maldonado  |                  |         |            |
|    | HV | Luis Mena          |                  |         |            |
|    | HV | Denis Montecinos   |                  |         |            |
|    | HV | Cristián Reynero   |                  |         |            |
|    | HV | Germán Navea       |                  |         |            |
|    | TV | Nicolás Córdova    |                  |         |            |
|    | TV | Alonso Zúñiga      |                  |         |            |
|    | TV | Mauricio Neveu     |                  |         |            |
|    | TV | Milovan Mirosevic  |                  |         |            |
|    | TV | David Pizarro      |                  |         |            |
|    | TV | César Santis       |                  |         |            |
|    | TV | Patricio Ormazábal |                  |         |            |
|    | TĐ | Patricio Neira     |                  |         |            |
|    | TĐ | Julio Gutiérrez    |                  |         |            |
|    | TĐ | Gamadiel García    |                  |         |            |
|    | TĐ | Rodolfo Moya       |                  |         |            |

### Peru
| Số | Vt | Cầu thủ             | Ngày sinh (tuổi) | Số trận | Câu lạc bộ |
| -- | -- | ------------------- | ---------------- | ------- | ---------- |
|    | TM | Carlos Benavídez    |                  |         |            |
|    | TM | Francisco Bazán     |                  |         |            |
|    | TM | Alberto Cerro       |                  |         |            |
|    | HV | Ernesto Arakaki     |                  |         |            |
|    | HV | Juan Carlos La Rosa |                  |         |            |
|    | HV | Ismael Alvarado     |                  |         |            |
|    | HV | Amilton Prado       |                  |         |            |
|    | HV | Jorge Araujo        |                  |         |            |
|    | TV | Marco Casas         |                  |         |            |
|    | TV | Dennis Reátegui     |                  |         |            |
|    | TV | Rubén Almanza       |                  |         |            |
|    | TV | Andy Salinas        |                  |         |            |
|    | TV | Luis Cordero        |                  |         |            |
|    | TV | Mario Gómez         |                  |         |            |
|    | TV | Anthony Matellini   |                  |         |            |
|    | TĐ | Pedro Ascoy         |                  |         |            |
|    | TĐ | César Balbín        |                  |         |            |
|    | TĐ | Piero Alva          |                  |         |            |
|    | TĐ | Oswaldo Carrión     |                  |         |            |
|    | TĐ | Víctor Cotito       |                  |         |            |

### Ecuador
| Số | Vt | Cầu thủ           | Ngày sinh (tuổi) | Số trận | Câu lạc bộ |
| -- | -- | ----------------- | ---------------- | ------- | ---------- |
|    | TM | Julio Guzmán      |                  |         |            |
|    | TM | Edwin Villafuerte |                  |         |            |
|    | HV | Carlos Hidalgo    |                  |         |            |
|    | HV | Lizandro Torres   |                  |         |            |
|    | HV | Arlyn Ayoví       |                  |         |            |
|    | HV | Bebeto Quintero   |                  |         |            |
|    | HV | Geovanny Cortez   |                  |         |            |
|    | TV | Jaime Caicedo     |                  |         |            |
|    | TV | Leonardo Borja    |                  |         |            |
|    | TV | Facundo Corozo    |                  |         |            |
|    | TV | Jorge Padilla     |                  |         |            |
|    | TV | Leorvelis Mina    |                  |         |            |
|    | TV | José Tenorio      |                  |         |            |
|    | TV | Darwin Ordóñez    |                  |         |            |
|    | TV | Edilson Méndez    |                  |         |            |
|    | TĐ | Líder Mejía       |                  |         |            |
|    | TĐ | Marco Bonito      |                  |         |            |
|    | TĐ | Jorge Padilla     |                  |         |            |
|    | TĐ | Otilino Tenorio   |                  |         |            |
|    | TĐ | Daniel Chedraui   |                  |         |            |
|    | TĐ | Washington España |                  |         |            |

### Venezuela
| Số | Vt | Cầu thủ           | Ngày sinh (tuổi) | Số trận | Câu lạc bộ |
| -- | -- | ----------------- | ---------------- | ------- | ---------- |
|    | TM | Renny Vega        |                  |         |            |
|    | TM | Willian Tortolero |                  |         |            |
|    | HV | Javier Villafraz  |                  |         |            |
|    | HV | Gregory Lanken    |                  |         |            |
|    | HV | Hasil Halley      |                  |         |            |
|    | HV | Miguel Mea Vitali |                  |         |            |
|    | HV | Luis Rodríguez    |                  |         |            |
|    | HV | William Pérez     |                  |         |            |
|    | HV | Carlos Toscano    |                  |         |            |
|    | TV | Gerzon Chacón     |                  |         |            |
|    | TV | Leandro Sequera   |                  |         |            |
|    | TV | Juan Arango       |                  |         |            |
|    | TV | Ricardo Páez      |                  |         |            |
|    | TV | Laideker Navas    |                  |         |            |
|    | TV | Gerardo Figuera   |                  |         |            |
|    | TĐ | Francisco Martín  |                  |         |            |
|    | TĐ | José Torrealba    |                  |         |            |
|    | TĐ | Johnny González   |                  |         |            |
|    | TĐ | Jesús Marquez     |                  |         |            |
|    | TĐ | Johnatan Rosa     |                  |         |            |

## Bảng B

### Brasil
| Số | Vt | Cầu thủ        | Ngày sinh (tuổi)           | Số trận | Câu lạc bộ |
| -- | -- | -------------- | -------------------------- | ------- | ---------- |
|    | TM | Júlio César    | 3 tháng 9, 1979 (19 tuổi)  |         |            |
|    | TM | Fábio          | 30 tháng 7, 1980 (18 tuổi) |         |            |
|    | TM | Allan          |                            |         |            |
|    | HV | Filipe Alvim   | 13 tháng 1, 1979 (19 tuổi) |         |            |
|    | HV | Maricá         |                            |         |            |
|    | HV | Fábio Aurélio  | 24 tháng 9, 1979 (19 tuổi) |         |            |
|    | HV | Fernando       |                            |         |            |
|    | HV | Galvão         |                            |         |            |
|    | HV | Rafael         |                            |         |            |
|    | TV | Ferrugem       | 6 tháng 10, 1980 (18 tuổi) |         |            |
|    | TV | Marcinho       |                            |         |            |
|    | TV | Rocha          |                            |         |            |
|    | TV | Eriberto       | 3 tháng 12, 1975 (23 tuổi) |         |            |
|    | TV | Matuzalém      | 10 tháng 6, 1980 (18 tuổi) |         |            |
|    | TV | Lincoln        | 22 tháng 1, 1979 (19 tuổi) |         |            |
|    | TV | Jocivalter     | 6 tháng 5, 1979 (19 tuổi)  |         |            |
|    | TĐ | Edu            | 21 tháng 3, 1980 (18 tuổi) |         |            |
|    | TĐ | Márcio Carioca | 6 tháng 12, 1978 (20 tuổi) |         |            |
|    | TĐ | Ronaldinho     | 21 tháng 3, 1980 (18 tuổi) |         |            |
|    | TĐ | Rodrigo Gral   | 21 tháng 2, 1977 (21 tuổi) |         |            |

1. ↑  Luciano Siqueira de Oliveira (Eriberto) used false documentation to participate in the competition.
2. ↑  Márcio Carioca used false documentation to participate in the competition.
3. ↑  Rodrigo Gral used false documentation to participate in the competition.

### Uruguay
| Số | Vt | Cầu thủ              | Ngày sinh (tuổi)            | Số trận | Câu lạc bộ        |
| -- | -- | -------------------- | --------------------------- | ------- | ----------------- |
| 1  | TM | Fabián Carini        |                             |         | Danubio           |
| 2  | HV | Fernando Carreño     |                             |         | Peñarol           |
| 3  | HV | Gonzalo Sorondo      |                             |         | Defensor Sporting |
| 4  | HV | Carlos Richard Díaz  |                             |         | Defensor Sporting |
| 5  | TV | Fernando MaTchado    |                             |         | UNAM              |
| 6  | HV | César Pellegrín      |                             |         | Ternana           |
| 7  | TV | Alejandro Correa     | 26 tháng 10, 1979 (19 tuổi) |         | Nacional          |
| 8  | TV | Diego Pérez          |                             |         | Defensor Sporting |
| 9  | TĐ | Javier Chevantón     |                             |         | Danubio           |
| 10 | TV | Adrian Sarkissian    | 13 tháng 2, 1979 (19 tuổi)  |         | River Plate       |
| 11 | TĐ | Diego Forlán         |                             |         | Independiente     |
| 12 | TM | Mauricio Nanni       |                             |         | Wanderers         |
| 13 | HV | Damián Macaluso      | 9 tháng 3, 1980 (18 tuổi)   |         | Central Español   |
| 14 | HV | Pablo Pallante       |                             |         | Wanderers         |
| 15 | TV | Fernando Albermagger |                             |         | C.A. Peñarol      |
| 16 | TV | Omar Pouso           |                             |         | Danubio           |
| 17 | TV | Fabián Canobbio      |                             |         | Progreso          |
| 18 | TV | Martín Liguera       |                             |         | Nacional          |
| 19 | TĐ | Fernando Cardozo     | 27 tháng 4, 1979 (19 tuổi)  |         | Huracán Buceo     |
| 20 | TĐ | Carlos Bueno         |                             |         | Peñarol           |

### Paraguay
| Số | Vt | Cầu thủ                | Ngày sinh (tuổi) | Số trận | Câu lạc bộ |
| -- | -- | ---------------------- | ---------------- | ------- | ---------- |
|    | TM | José Antonio Fernández |                  |         |            |
|    | TM | Christian Florentín    |                  |         |            |
|    | HV | Héctor Benítez         |                  |         |            |
|    | HV | Roberto Blanco         |                  |         |            |
|    | HV | Paulo da Silva         |                  |         |            |
|    | HV | Rubén Maldonado        |                  |         |            |
|    | HV | Elvis Marecos          |                  |         |            |
|    | TV | Jorge Brítez           |                  |         |            |
|    | TV | Salvador Cabañas       |                  |         |            |
|    | TV | Francisco Escobar      |                  |         |            |
|    | TV | Diego Gavilán          |                  |         |            |
|    | TV | Ever Giménez           |                  |         |            |
|    | TV | Virgilio Ojeda         |                  |         |            |
|    | TV | Mariano Barrientos     |                  |         |            |
|    | TĐ | Nelson Cuevas          |                  |         |            |
|    | TĐ | Miguel Ángel Domínguez |                  |         |            |
|    | TĐ | Sergio Fernández       |                  |         |            |
|    | TĐ | Juan Angel Paredes     |                  |         |            |
|    | TĐ | Roque Santa Cruz       |                  |         |            |
|    | TĐ | Nelson Vera            |                  |         |            |

### Colombia
| Số | Vt | Cầu thủ          | Ngày sinh (tuổi) | Số trận | Câu lạc bộ |
| -- | -- | ---------------- | ---------------- | ------- | ---------- |
|    | TM | Jaime Barrientos |                  |         |            |
|    | TM | Diego León Hoyos |                  |         |            |
|    | HV | Andrés Orozco    |                  |         |            |
|    | HV | José Mera        |                  |         |            |
|    | HV | Jimmy Asprilla   |                  |         |            |
|    | HV | Jair Benítez     |                  |         |            |
|    | HV | Ronald Alegría   |                  |         |            |
|    | HV | Juan González    |                  |         |            |
|    | HV | Hermes Martínez  |                  |         |            |
|    | TV | Andrés Pérez     |                  |         |            |
|    | TV | David Ferreira   |                  |         |            |
|    | TV | Néstor Vásquez   |                  |         |            |
|    | TV | Fabián Vargas    |                  |         |            |
|    | TV | Mauricio Molina  |                  |         |            |
|    | TV | Juan Leal        |                  |         |            |
|    | TV | Deivi Palacios   |                  |         |            |
|    | TĐ | Gustavo Victoria |                  |         |            |
|    | TĐ | Cristian Gil     |                  |         |            |
|    | TĐ | Jeffrey Díaz     |                  |         |            |
|    | TĐ | Emerson Acuña    |                  |         |            |

### Bolivia
| Số | Vt | Cầu thủ                   | Ngày sinh (tuổi) | Số trận | Câu lạc bộ |
| -- | -- | ------------------------- | ---------------- | ------- | ---------- |
|    | TM | Carlos Erwin Arias        |                  |         |            |
|    | TM | Nelson Mejía Aguilar      |                  |         |            |
|    | HV | Jesús Alejandro Gómez     |                  |         |            |
|    | HV | Luis G. Ribeiro Roca      |                  |         |            |
|    | HV | Luis V. Ortiz             |                  |         |            |
|    | HV | Eibar Peña Arteaga        |                  |         |            |
|    | HV | Juan Vaca Mendoza         |                  |         |            |
|    | HV | Ronald Raldes Balcázar    |                  |         |            |
|    | TV | Ronald García Justiniano  |                  |         |            |
|    | TV | Danny Callau Melgar       |                  |         |            |
|    | TV | Diego Bengolea Vargas     |                  |         |            |
|    | TV | Wílder Arévalo Ramírez    |                  |         |            |
|    | TV | Ronald Gutiérrez Flores   |                  |         |            |
|    | TV | Marco Melgar Vargas       |                  |         |            |
|    | TV | Daniel Jaramillo Rojas    |                  |         |            |
|    | TV | Raúl Becerra Vaca         |                  |         |            |
|    | TĐ | Augusto Andaveris Iriondo |                  |         |            |
|    | TĐ | Danilo Eterovic Zapata    |                  |         |            |
|    | TĐ | Juan Pablo Grass Galvez   |                  |         |            |
|    | TĐ | Marcos Lenard Galvez      |                  |         |            |